# Mount Noble
Mount Noble (in Argentinien Cerro Noble) ist ein 1165 m hoher Berg im östlichen Teil von Coronation Island im Archipel der Südlichen Orkneyinseln. Er ragt 3 km westlich der Gibbon Bay an der Nordflanke des Roald-Gletschers auf.
Die erste Sichtung geht vermutlich auf den US-amerikanischen Robbenjägerkapitän Nathaniel Palmer und sein britisches Pendant George Powell zurück, die im Dezember 1821 die Südlichen Orkneyinseln entdeckt hatten. Der britische Seefahrer James Weddell benannte sie 1823 nach dem mit ihm befreundeten Orientalisten James Noble († 1834) aus Edinburgh.